# William Bainbridge

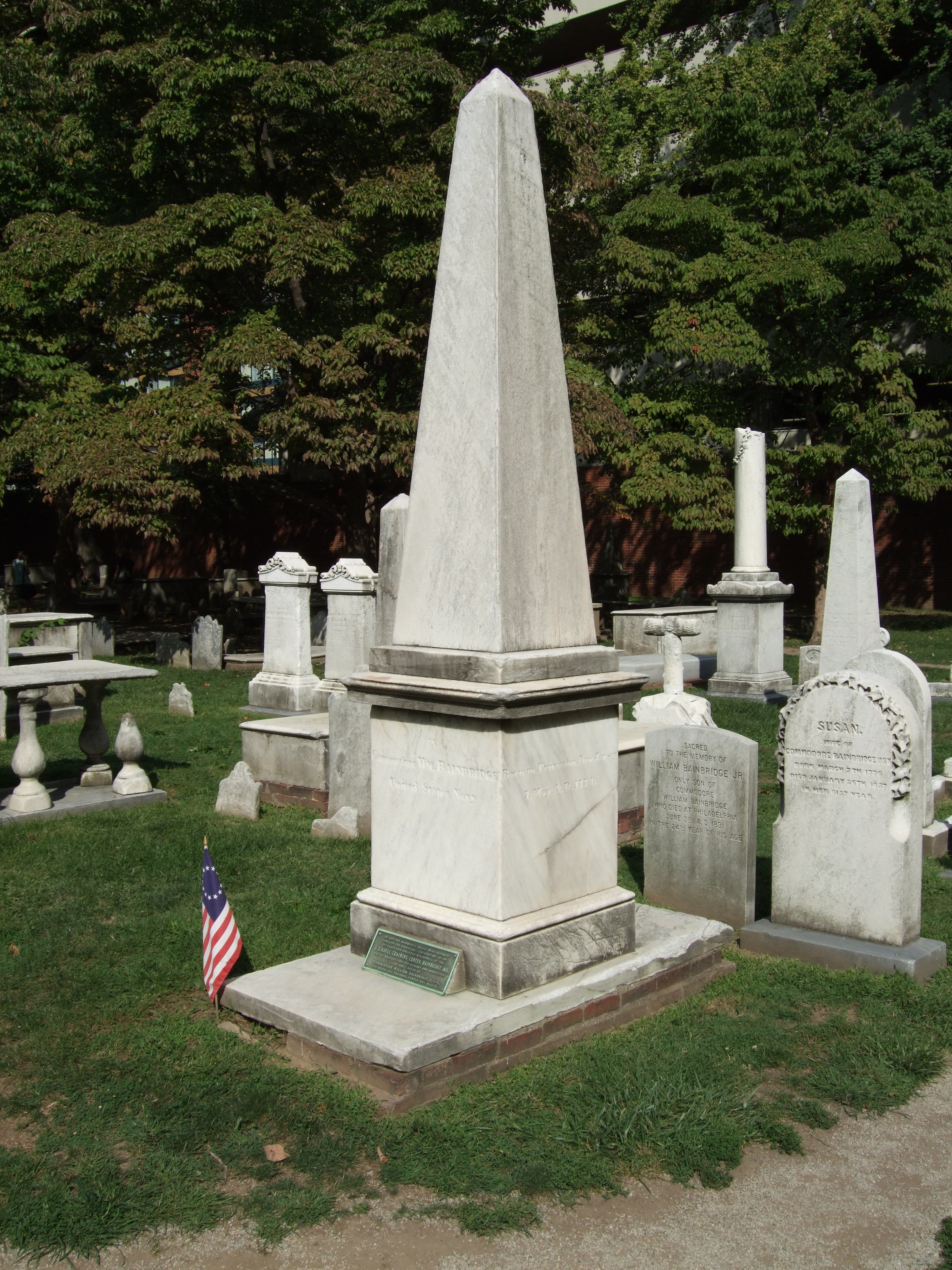
Tumba de Bainbridge en el cementerio de la Iglesia de Cristo en Filadelfia.

William Bainbridge, (1774-1833) fue un comodoro de la Armada de Estados Unidos, que sirvió en las Guerras Berberiscas y en la Guerra de 1812. 
Hijo de un cirujano leal a la Corona británica durante la Guerra de Independencia Americana, Bainbridge se hizo a la mar con solo 14 años como marino mercante y contrabandista. En 1798, coincidiendo con la crisis con Francia, que devino en la Cuasi-Guerra, Bainbridge se incorporó a la naciente Marina de Guerra estadounidense. Sus servicios en la Guerra de Trípoli en 1803, tuvieron como desgraciado remate la pérdida del USS Philadelphia que embarrancó y fue capturado por las fuerzas del Pachá de Trípoli. Toda la tripulación incluyendo a Bainbridge, su capitán, fueron prisioneros de guerra diecinueve meses, hasta su liberación tras la batalla de Derne. Bainbridge estuvo en prisión en EE. UU. hasta 1806, aunque la corte militar que le juzgó no encontró en él pruebas de incompetencia o negligencia en la pérdida del Philadelphia. Volvió al servicio activo, y durante la Guerra de 1812 contra la Gran Bretaña, se distinguió en la acción naval en la que al frente del USS Constitution logró que el HMS Java de la Royal Navy se rindiera tras sufrir graves daños. Finalmente participó al mando de la fuerza naval estadounidense en la Segunda Guerra Berberisca, en 1815. Fue enterrado en la Christ Church de Filadelfia.